# فقیرآباد (سرباز)
فقیرآباد روستایی در دهستان سرکور بخش مرکزی شهرستان سرباز استان سیستان و بلوچستان ایران است.

## جمعیت
بر پایه سرشماری عمومی نفوس و مسکن در سال ۱۳۹۵ جمعیت این روستا ۶۹ نفر (۱۸خانوار) بوده‌است.